# Formica decipiens
Formica decipiens är en myrart som beskrevs av Jean Bondroit 1918. Formica decipiens ingår i släktet Formica och familjen myror. Inga underarter finns listade i Catalogue of Life.